# Plateros coccinicollis
Plateros coccinicollis är en skalbaggsart som beskrevs av Henry Clinton Fall 1910. Plateros coccinicollis ingår i släktet Plateros och familjen rödvingebaggar. Inga underarter finns listade i Catalogue of Life.